# Mammoth
Mammoth es un sistema de banda magnética para copias de seguridad (Backup) y archivo de datos. Se desarrolló a partir del proceso de 8mm Helical Scan de la Exabyte Corporation.
Tiene una capacidad de entre 20 y 60 GB.

## Variantes
- Mammoth-1 (M1): 20 GB con 3 MB/s
- Mammoth-2 (M2): 60 GB con 12 MB/s

### Estándares
- ECMA-145 ISO/IEC 11319:1991 First specification for 8 mm tape data storage.
- ECMA-169 ISO/IEC 12246:1993, Specification of DA-1 (dual azimuth extension).
- ECMA-249 ISO/IEC 15757, Specification of DA-2 (MammothTape).
- ECMA-293 ISO/IEC 18836, Specification of MammothTape-2.

- Datos: Q1888396
- Multimedia: Data8 (or D-Eight, D8) digital data storage on cassettes / Q1888396